# Запросини
Запро́сини — один з етапів весільного обряду. Передбачав збір дружини (весільного поїзда) та запрошення гостей. Запросини проводили у неділю зранку. У супроводі дружків молоді йдуть по оселях тих, кого хотіли б бачити на своєму весіллі.
На весілля родину запрошували молода з дружками, молодий з буярами. У суботу ранком дружки йшли до молодої з хлібом. їх садили за стіл, давали сніданок. Мати одягала доні віночок з биндами: «Щаслива будь, дочко, у весільному віночку», тримала ікону, а батько — хліб. Молода кланялась батькам, цілувала їх у руку, а також ікону і хліб.
Виряджаючи, мати кропила молоду свяченою водою й обсипала житом.
Дружки несли з собою повні хустки калачів і роздавали тим, кого запрошували на весілля. Родичі швиденько розламували калач і куштували — «щоб молоді не старілися». Хрещених батьків і близьких родичів просили з калачем і хусткою. Запрошуючи на весілля, обов'язково заходили до хати, щоб не казали люди: «Просили на дорозі, щоб не були на порозі». Молода в хаті вклонялась, цілувала всіх і говорила: «Просили мама, просили тато і я вас прошу на хліб, сіль і на весілля». Якщо були в сім'ї дівчата, то запрошувались за дружок, а хлопці — за буярів. Дружок біля молодої ставало все більше.
Молода клала на стіл калач, вклонялася батькам і гостям: «Просили мама і тато та я прошу вас усіх з весілля на весілля. Тата за тата, маму за маму, а Миколу за чоловіка не на рік, не на два, а на цілий вік». Молоду з дружками садили за стіл вечеряти.
Молода повинна бути пишно вбрана — у національному вбранні, прикрашена квітками та стрічками. Характерно, що не годиться запрошувати під час випадкових зустрічей на вулиці, а лише в домівці майбутнього весільного гостя. У народі навіть глузливо кажуть про такі випадки: «Просили по дорозі, щоб не були на порозі». І це природно, адже шлюб і, відповідно, всі обряди та звичаї не терплять поспіху — усе має бути обставлено урочисто та з гідністю.